# Rentrer en Soi
I Rentrer en Soi sono stati una band visual kei giapponese fondata nel 2001 e scioltasi il 25 dicembre 2008.
Sono noti per il tono molto drammatico e romantico delle loro canzoni, abbinato ad un sound che spazia dalla ballata acustica all'heavy metal (a volte integrato da elementi elettronici). Il 16 settembre del 2008, all'apice del suo successo, la band ha dichiarato che si sarebbe sciolta senza fornire in merito precise spiegazioni.

## Nome
Il nome della band vuol dire "rientrare in sé" in un francese; è un riferimento alla loro musica profondamente interiore ed hai testi che indagano sempre le psicologie di personaggi feriti fino al nichilismo.
Nonostante non lo abbia mai cambiato, il gruppo ha modificato la grafia del proprio nome prima nel 2006 passando da Rentrer en Soi a Rentrer En Soi con la "E" maiuscola, e poi di nuovo nel 2007 in RENTRER EN SOI tutto maiuscolo; quest'ultimo è il modo corretto di scrivere il nome della band.

## Formazione
- Satsuki (砂月?), ?/?/? - voce
- Takumi (匠?), 22/01/? - chitarra
- Shun (瞬?), 13/02/? - chitarra
- Ryō (遼?), 29/04/? - basso
- Mika (未架?), 12/06/? - batteria

### Ex componenti
- Ao (蒼?) - chitarra

### Cronologia
- Satsuki: Rentrer en Soi → carriera solista
- Takumi: Rentrer en Soi
- Shun: Rcradle[3] → Vall'na racill → Rentrer en Soi → forbidden days rhapsody
- Ryō: Rentrer en Soi
- Mika: Mistia → Rcradle → Rentrer en Soi → forbidden days rhapsody
  - Ao: Rentrer en Soi → ha abbandonato la carriera musicale[4]

## Discografia
Le specifiche sono indicate nelle parentesi "()", le note dopo il punto e virgola ";".

### Album

#### Album originali
- 26/01/2005 - Sphire-Croid
- 31/05/2006 - Rentrer en Soi
- 01/08/2007 - The bottom of chaos

#### Mini-album
- 31/01/2004 - Yurikago
  - 30/03/2004 - Yurikago; seconda edizione con tracklist diversa
- 24/08/2005 - Astre no ito
- 24/08/2005 - Kein no hitsugi
- 22/10/2008 - MEGIDDO

### Raccolte
- 19/11/2008 - Ain Soph Aur (best of su due dischi)

### Singoli

#### Demo tape
- 25/12/2001 - Special X'mas Tape

#### Singoli originali
- 19/06/2001 - Hajimari no namida no oto ga kaze ni kisareru yoru ni...
- 27/03/2002 - Hitsū kizuato
- 24/02-04/03~16/03/2003 - Ichigo Oblaat; primo di tre singoli distribuiti durante i concerti
- 24/02-04/03~16/03/2003 - Shinwa; secondo di tre singoli distribuiti durante i concerti
- 24/02-04/03~16/03/2003 - Hoshikuzu no rasen -ReSpirial-; terzo di tre singoli distribuiti durante i concerti
- 01/05/2003 - Sakura mai ~Yume no naka mezamereba...~
- 10/02/2004 - Jutai kokuchi ~ La Renaissance
- 27/10/2004 - wither
- 27/02/2005 - Zenkeshiki kusai hateru ima, yuiitsu...; singolo distribuito durante un concerto
- 25/05/2005 - Mizu yumemiru chōchō
- 22/02/2006 - PROTOPLASM
- 26/04/2006 - Karasuiro no taiji
- 25/10/2006 - I hate myself and want to...; in allegato un DVD con delle performance live
- 20/12/2006 - Misshitsu to kodoku ni dokusareta yūutsu; in allegato un DVD con delle performance live
- 28/03/2007 - THE ABYSS OF DESPAIR
- 18/04/2007 - AMONGST FOOLISH ENEMIES
- 26/03/2008 - STIGMATA
- 30/07/2008 - UNENDING SANCTUARY

### DVD
- 25/08/2004 - Cinema Cradle (raccolta di videoclip)
- 04/03/2009 - MILLENARIANISM ~THE WAR OF MEGIDDO~ (cofanetto commemorativo dello scioglimento della band, contenente due DVD con un concerto sul primo disco ed un documentario e dei videoclip sul secondo)